# Maria Kanellis
Maria Kanellis (* 25. února 1982) je americká zpěvačka, textařka, herečka, modelka a profesionální wrestlerka, známa jednoduše jako Maria. Největší slávu ji přinesla její práce ve World Wrestling Entertainment a Ring of Honor jako manažerka Mikea Bennetta.
Svou kariéru začala jako účastnice reality show Outback Jack v roce 2004. Ten samý rok se umístila na pátém místě v soutěži Raw Diva Search a poté byla najata pro WWE jako zákulisní reportérka. Jako wrestlerka začala působit v roce 2005. V dubnu 2008 pózovala na titulní straně magazínu Playboy, což bylo částí storyline na show Raw. 13. dubna 2010 vydala na iTunes své debutové album Sevin Sins.

## Osobní život
Má mladší sestru Janny a bratra Billa, který slouží v armádě. Jejím partnerem je wrestler Mike Bennett. V dubnu 2008 nafotila sérii aktů pro časopis Playboy.

## Diskografie

### EP
- 2010: Sevin Sins